# Пані міністерша
«Пані міністерша» (рос. «Госпожа министерша») — радянський телефільм 1984 року, знятий режисером Тетяною Андрєєвою на Ленінградському телебаченні.

## Сюжет
За мотивами однойменної комедії сербського письменника Броніслава Нушича. Дія відбувається на рубежі 19-го та 20-го століть.

## У ролях
- Ольга Антонова — Живка Попович, незабаром міністерка
- Олена Антонова — Дара Попович, дочка міністерки
- Вадим Гущин — Чеда Урошевич, зять міністерки, журналіст
- Сергій Мигицко — Ріста Тодорович, претендент на роль зятя міністерки, торговець шкірами
- Ольга Волкова — Савка, тітка міністерши
- Геннадій Богачов — доктор Нінкович, особистий радник при міністершах
- Євген Тіличеєв — Пера, чиновник міністерства, писар із адміністративного відділення
- Світлана Медяник — Драга, колишня міністерка
- Олена Дріацька — епізод
- Віталій Псарьов — епізод

## Знімальна група
- Режисер — Тетяна Андрєєва
- Сценарист — Леонід Палей
- Оператори — Володимир Дедінкин, В'ячеслав Булаєнко
- Композитор — Борис Сінкин
- Художники — Наталія Плотникова, Н. Требісова